# Skrinja iz Verolija
Skrinja iz  Verolija je skrinja, izdelana v Konstantinoplu (zdaj Carigrad) v poznem 10. ali začetku 11. stoletja, zdaj pa v muzeju Victoria in Albert v Londonu. Najbrž je bila narejena za osebo, ki je bila blizu cesarskemu dvoru v prestolnici bizantinskega cesarstva, morda pa je bila uporabljena za shranjevanje steklenic za parfum ali nakita. Kasneje, do leta 1861, je bila v zakladnici stolnice v Veroliju, jugovzhodno od Rima.
Skrinja je izdelana iz izrezljane slonovine in kostnih ploščic, in prikazuje prizore iz klasične mitologije. Na pokrovu je slika Posilstvo Evrope. Spredaj so prizori iz zgodb Belerofonta in Ifigenije. Na hrbtu je del dionizijske procesije, z dvema figurama označenima kot Mars, bog vojne (grški Ares) in Venera, boginja ljubezni (grška Afrodita). Na krajših stranicah so prizori Dioniza, boga vina (rimsko Bakh) Dionizija), v kočiji, ki jo vlečejo panterji in nimfa, ki jaha morskega konjička. Obstaja tudi leseno ogrodje in kovinski pribor.
Ker je bilo cesarstvo stoletja krščansko, ti poganski motivi verjetno predstavljajo oživljeni okus za klasični slog in metaforiko.
Skrinja iz Verolija je ena izmed 43 skrinj, poleg desetine ločenih plošč, ki kažejo modo za »pseudo-antične motive, ki izhajajo iz srebrne plošče ali rokopisa, skupaj z malo razumevanja prvotnega pomena«, kot je opisal skupino kot celoto sir Kenneth Clark, [1] med srednjeveškim mrkom golote.
- Pogled na rezbarjen pokrov od spredaj.
- Podrobnosti o pokrovu, ki prikazujejo posilstvo Evrope z Jupitrom kot bikom (na levi) in Herkulom, ki igra na liro (na desni).
- Detajl z Belerofontom in Pegazom.
- Plošča kaže nimfo na morskem konjičku.